# Sermur
Sermur est une commune française située dans le département de la Creuse en région Nouvelle-Aquitaine, anciennement région Limousin. La commune est connue pour les vestiges de la tour médiévale rappelant le rôle militaire de Sermur au Moyen Âge central, qui était l’une des cinq châtellenies de Combrailles.

## Géographie
Une zone d'étangs, de ruisseaux, de terres agricoles et de forêts compose l'environnement du village et ses quelques hameaux et lieux-dits, situés à environ 23 kilomètres à l'Est d'Aubusson, sous-préfecture du département, et le chef-lieu du canton d'Aubusson. Bien que rurale, la commune de Sermur reste proche du réseau routier, par sa proximité avec la jonction des départementales D25 et D38.
Le cimetière communal est un fort indicateur des secteurs de Sermur, car les plaques funéraires déposées sur chaque caveau permettent souvent d'associer des individus à un secteur, un lieu-dit souvent, de la commune : le bourg, le Liberteix, le Masviers, le Zat, le Cluzet, Larboulière, Terrut, chez Rouchon, le Beauregard, les Vallettes, le Chazé, la Chassagne, les Mazeaux, Chaupeyre, la Villatte.
| Lupersat | Bussière-Nouvelle | Le Compas        |
|          | Sermur            | Brousse          |
| Mautes   |                   | Lioux-les-Monges |

### Climat
Pour des articles plus généraux, voir Climat de la Nouvelle-Aquitaine et Climat de la Creuse.
Historiquement, la commune est exposée à un climat montagnard.  
En 2020, Météo-France publie une typologie des climats de la France métropolitaine dans laquelle la commune est exposée à un climat montagnard et est dans la région climatique ouest et nord-ouest du Massif central, caractérisée par une pluviométrie annuelle de 900 à 1 500 mm, maximale en automne et en hiver.
Pour la période 1971-2000, la température annuelle moyenne est de 9,4 °C, avec une amplitude thermique annuelle de 14,7 °C. Le cumul annuel moyen de précipitations est de 963 mm, avec 12,5 jours de précipitations en janvier et 8,3 jours en juillet. Pour la période 1991-2020, la température moyenne annuelle observée sur la station météorologique la plus proche, située sur la commune de Lupersat à 6 km à vol d'oiseau, est de 10,8 °C et le cumul annuel moyen de précipitations est de 934,9 mm,. Pour l'avenir, les paramètres climatiques de la commune estimés pour 2050 selon différents scénarios d'émission de gaz à effet de serre sont consultables sur un site dédié publié par Météo-France en novembre 2022.

## Urbanisme

### Typologie
Au 1er janvier 2024, Sermur est catégorisée commune rurale à habitat très dispersé, selon la nouvelle grille communale de densité à 7 niveaux définie par l'Insee en 2022.
Elle est située hors unité urbaine et hors attraction des villes,.

### Occupation des sols
L'occupation des sols de la commune, telle qu'elle ressort de la base de données européenne d’occupation biophysique des sols Corine Land Cover (CLC), est marquée par l'importance des territoires agricoles (78,1 % en 2018), en augmentation par rapport à 1990 (74,8 %). La répartition détaillée en 2018 est la suivante : 
prairies (64 %), forêts (21,9 %), zones agricoles hétérogènes (14,1 %). L'évolution de l’occupation des sols de la commune et de ses infrastructures peut être observée sur les différentes représentations cartographiques du territoire : la carte de Cassini (XVIIIe siècle), la carte d'état-major (1820-1866) et les cartes ou photos aériennes de l'IGN pour la période actuelle (1950 à aujourd'hui).

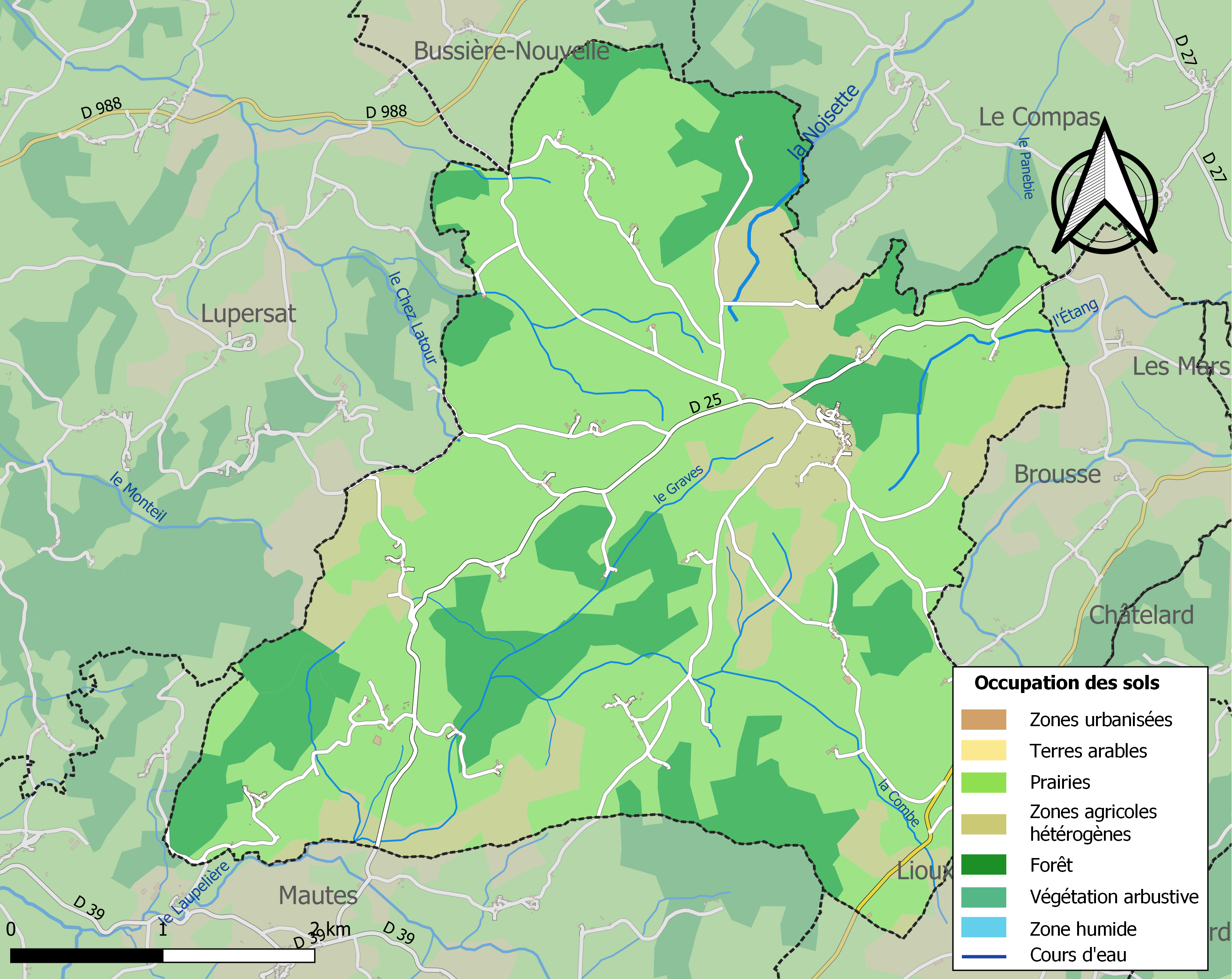
Carte des infrastructures et de l'occupation des sols de la commune en 2018 (CLC).

### Risques majeurs
Le territoire de la commune de Sermur est vulnérable à différents aléas naturels : météorologiques (tempête, orage, neige, grand froid, canicule ou sécheresse) et séisme (sismicité faible). Il est également exposé à un risque particulier : le risque de radon. Un site publié par le BRGM permet d'évaluer simplement et rapidement les risques d'un bien localisé soit par son adresse soit par le numéro de sa parcelle.

#### Risques naturels

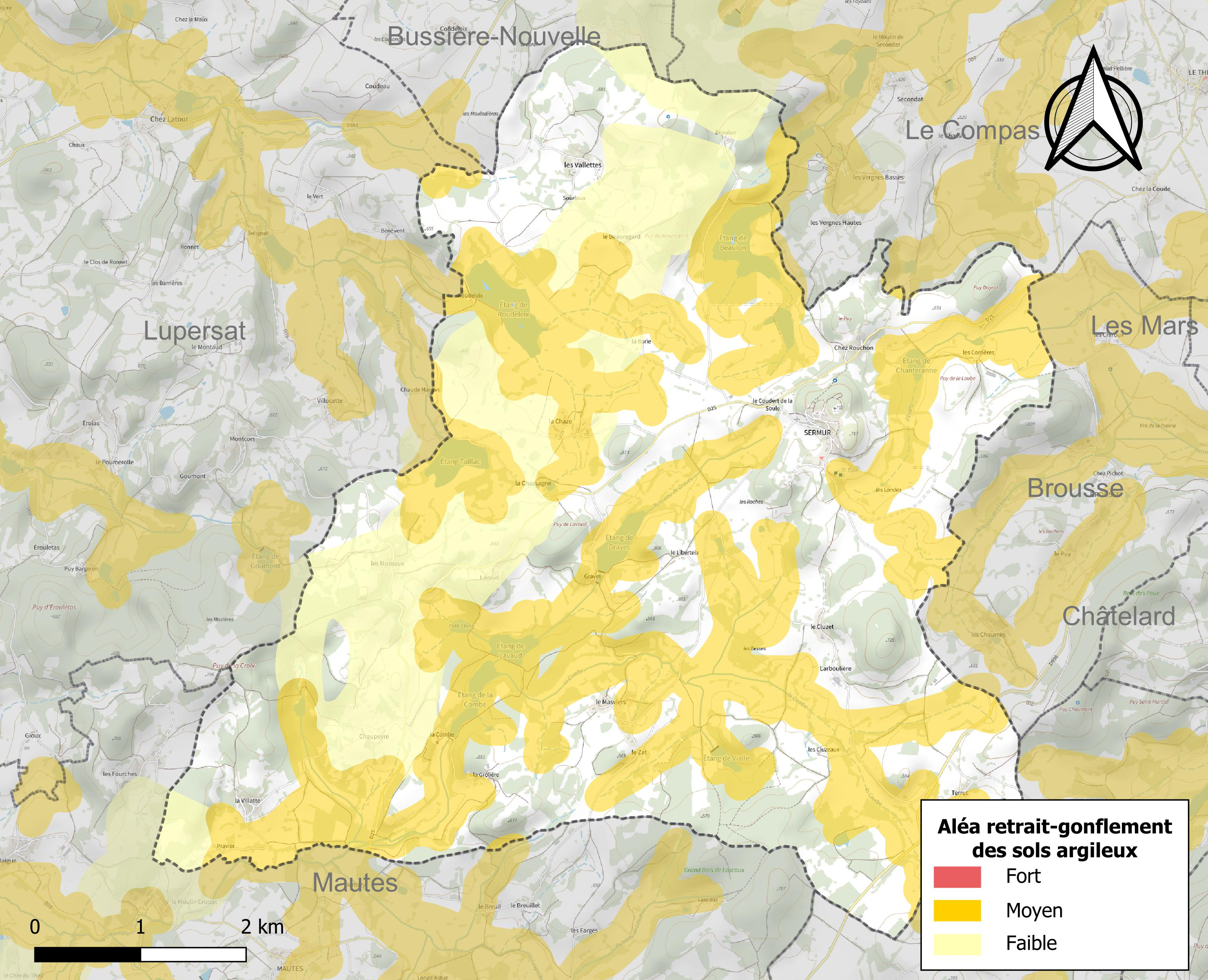
Carte des zones d'aléa retrait-gonflement des sols argileux de Sermur.

Le retrait-gonflement des sols argileux est susceptible d'engendrer des dommages importants aux bâtiments en cas d’alternance de périodes de sécheresse et de pluie. 44,2 % de la superficie communale est en aléa moyen ou fort (33,6 % au niveau départemental et 48,5 % au niveau national). Sur les 140 bâtiments dénombrés sur la commune en 2019,  24 sont en aléa moyen ou fort, soit 17 %, à comparer aux 25 % au niveau départemental et 54 % au niveau national. Une cartographie de l'exposition du territoire national au retrait gonflement des sols argileux est disponible sur le site du Bureau de recherches géologiques et minières,.
Par ailleurs, afin de mieux appréhender le risque d’affaissement de terrain, l'inventaire national des cavités souterraines permet de localiser celles situées sur la commune.
La commune a été reconnue en état de catastrophe naturelle au titre des dommages causés par les inondations et coulées de boue survenues en 1982 et 1999. Concernant les mouvements de terrains, la commune a été reconnue en état de catastrophe naturelle au titre des dommages causés par des mouvements de terrain en 1999.

#### Risque particulier
Dans plusieurs parties du territoire national, le radon, accumulé dans certains logements ou autres locaux, peut constituer une source significative d’exposition de la population aux rayonnements ionisants. Certaines communes du département sont concernées par le risque radon à un niveau plus ou moins élevé. Selon la classification de 2018, la commune de Sermur est classée en zone 3, à savoir zone à potentiel radon significatif.

## Toponymie
Attestée sous les formes Sermur en 1185, Sermurii en 1231, de Sinemuro en 1250.
Du bas latin sera murus, « mur d'enceinte ».

## Histoire
Jean de Durat, 1er du nom, qualifié dans plusieurs actes Puissant Seigneur & Chevalier, Seigneur des Portes & de Saint Mion, fut Bailli du Pays de Combrailles, & Capitaine du Château d'Auzances par lettres du 15 septembre 1515, Écuyer & Chambellan de Charles de Bourbon Connétable de France, Capitaine de la Ville d'Aigueperse par Lettres de ce Prince du 4 octobre 1516, & du Château de Sermur dans le Pays de Combrailles, dont il obtint des Lettres de confirmation de Louise de Savoie, mère du roi François Ier, le 22 octobre 1528, tant à cause de ses sens, Noblesse.
François de Durat, Ier du nom, Seigneur des Portes & de Chazeaux, Bailly des Châtellenies de Chambon, d'Evaux, pourvu le 4 février 1522, est qualifié Puissant Seigneur & Bailly de Combraille et obtint d'autres Provisions le 21 février 1525 pour l'Office de Capitaine du Château d'Auzance, et fut encore pourvu le 22 décembre de la même année de celui de Capitaine de la Châtellenie de Sermur.
Dans la descendance de cette famille apparu au XIe siècle à Durat (Pionsat), Jean de Durât, 2e du nom, qualifié Puissant Seigneur, Seigneur des Portes, de Lascoutz, de Saint Mion, de Viers, de Chazeaux & de la Celette, Chevalier de l'Ordre du Roi, Lieutenant de cinquante hommes d'armes de ses Ordonnances, Bailli de Combrailles & Capitaine des Châteaux de Sermur.
Puis Sermur n’apparaît plus dans les documents.
Sermur et Auzances ont souffert lors de la guerre de Cent Ans, des bandes de routiers qui écumaient la Marche. Sermur est occupée par Bertucat d'Albret, et sert de base pour ses raids de pillages. Les États d'Auvergne achètent son départ 3000 écus.
Aujourd'hui la commune est essentiellement tournée vers l'agriculture. L'école, les brasseries et épiceries ont fermées par manque d'affluence. Cependant, la commune se tourne progressivement vers un tourisme culturel, par son implantation médiévale, et responsable, par son savoir de la paysannerie.

## Politique et administration
| Période                                  | Période   | Identité          | Étiquette | Qualité |
| ---------------------------------------- | --------- | ----------------- | --------- | ------- |
| mars 2001                                | mars 2008 | Geneviève Bouchet |           |         |
| mars 2008                                | mars 2014 | Brigitte Lenoir   |           |         |
| mars 2014                                | En cours  | Brigitte Gerbe    | SE        | Employé |
| Les données manquantes sont à compléter. |           |                   |           |         |

## Démographie
L'évolution du nombre d'habitants est connue à travers les recensements de la population effectués dans la commune depuis 1793. Pour les communes de moins de 10 000 habitants, une enquête de recensement portant sur toute la population est réalisée tous les cinq ans, les populations de référence des années intermédiaires étant quant à elles estimées par interpolation ou extrapolation. Pour la commune, le premier recensement exhaustif entrant dans le cadre du nouveau dispositif a été réalisé en 2005.

En 2022, la commune comptait 103 habitants, en évolution de −22,56 % par rapport à 2016 (Creuse : −3,32 %, France hors Mayotte : +2,11 %).
| 1793 | 1800 | 1806 | 1821 | 1831 | 1836 | 1841 | 1846 | 1851 |
| ---- | ---- | ---- | ---- | ---- | ---- | ---- | ---- | ---- |
| 792  | 650  | 683  | 777  | 786  | 856  | 886  | 895  | 910  |

| 1856 | 1861 | 1866 | 1872 | 1876 | 1881 | 1886 | 1891 | 1896 |
| ---- | ---- | ---- | ---- | ---- | ---- | ---- | ---- | ---- |
| 867  | 816  | 818  | 784  | 774  | 754  | 735  | 698  | 708  |

| 1901 | 1906 | 1911 | 1921 | 1926 | 1931 | 1936 | 1946 | 1954 |
| ---- | ---- | ---- | ---- | ---- | ---- | ---- | ---- | ---- |
| 731  | 669  | 578  | 503  | 423  | 386  | 400  | 345  | 319  |

| 1962 | 1968 | 1975 | 1982 | 1990 | 1999 | 2005 | 2006 | 2010 |
| ---- | ---- | ---- | ---- | ---- | ---- | ---- | ---- | ---- |
| 276  | 238  | 209  | 155  | 139  | 128  | 97   | 94   | 119  |

| 2015 | 2020 | 2022 | - | - | - | - | - | - |
| ---- | ---- | ---- | - | - | - | - | - | - |
| 131  | 108  | 103  | - | - | - | - | - | - |

## Lieux et monuments

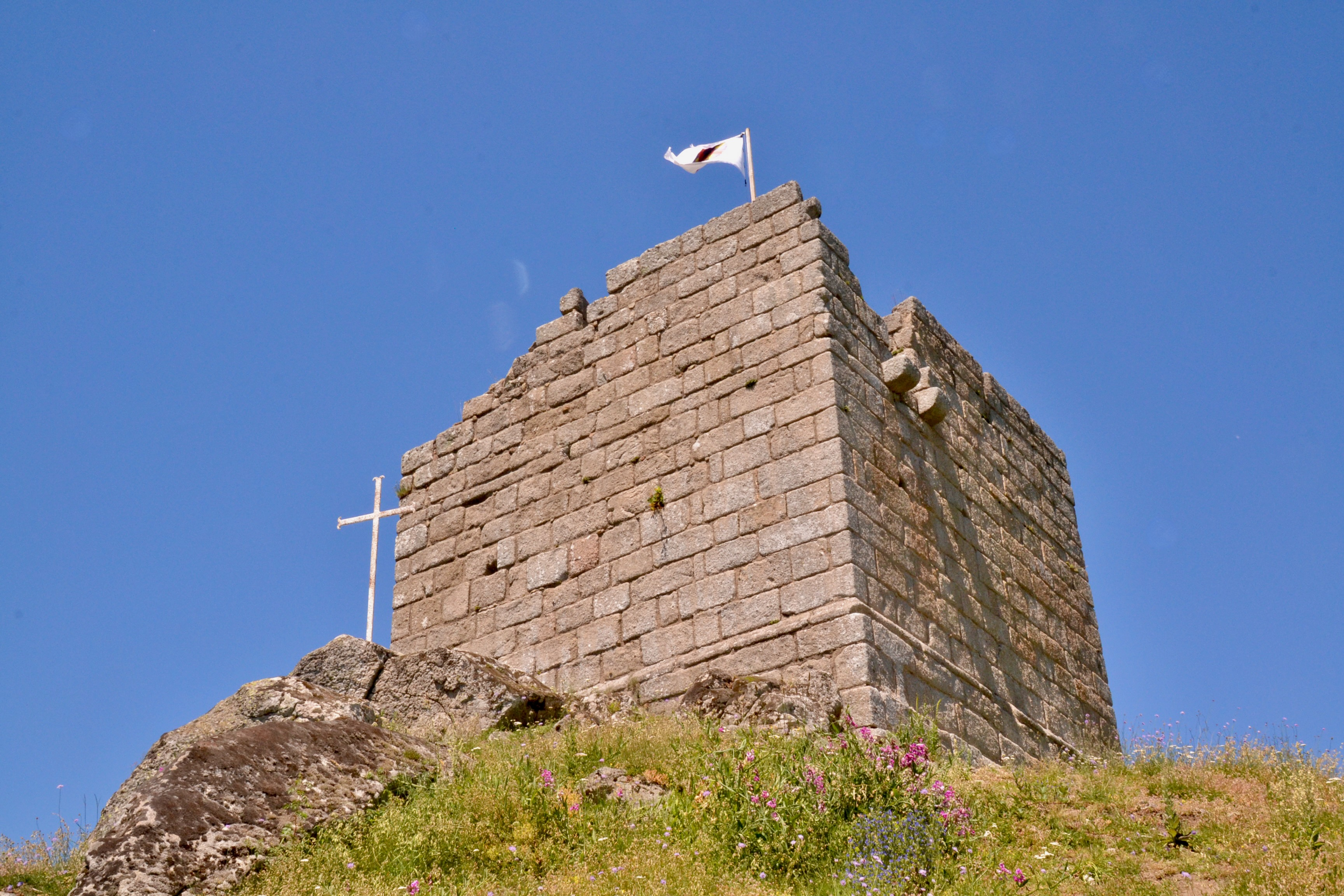
La tour.

- L'église paroissiale Saint-Hilaire de Sermur, ayant connu une restauration au  à la suite d'un incendie de la charpente.
- La tour de Sermur, datée du XIe siècle et située à 712 mètres d'altitude, domine le profil du village. Il ne reste aujourd'hui que les ruines de cette tour, seul vestige d'une forteresse féodale détruite au début de la guerre de Cent Ans.  Elle est désormais haute d'environ dix mètres et composée de blocs taillés de granite bleu. Vers 1740, cette tour servit d'observatoire à l'astronome César-François Cassini et, en 1797, un autre astronome, Jean-Baptiste Joseph Delambre, l'utilisa comme repère pour mesurer l'arc de méridien Dunkerque-Barcelone à la base de l'établissement du système métrique[24]. L'édifice est classé aux monuments historiques en 1975[25], donc la préservation et la restauration de ce monument historique est une responsabilité pour la commune de Sermur, qui cependant manque de fonds pour rétablir l'élévation originale de la tour. Désormais, cette nécessité de financements est également influencée par la réforme territoriale de 2015, dont les projets capitalistes sont corrélés au tourisme culturel, tel que les journées nationales de l'archéologie.
- La fontaine de Saint-Roch, située en contrebas de la tour, marque le terme de la procession religieuse du 16 août. Cette structure chrétienne de granite s'inscrit dans l'ambiance romantique présente à Sermur.
- Les grandes maisons de maître du bourg, composées d'un corps de ferme adapté à l’autosuffisance, avec porcherie, grange, four à pain, écurie, parcelles pour le maraîchage.
- Le château de la Combe est inscrit au titre des monuments historiques en 2011[26].
- Le pigeonnier-chapelle de La Chaze est inscrit au titre des monuments historiques en 2010[27].

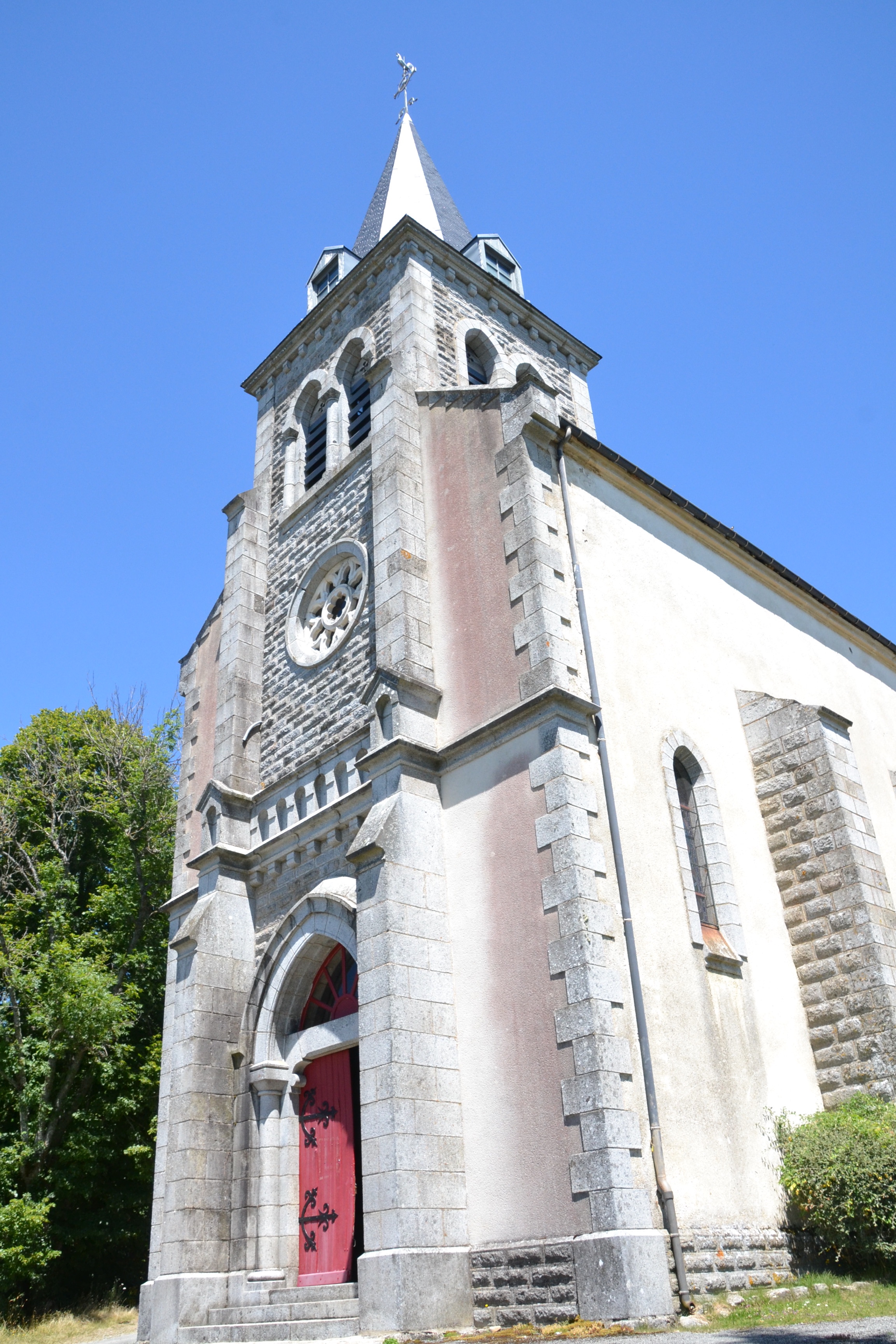
L'église Saint-Hilaire.
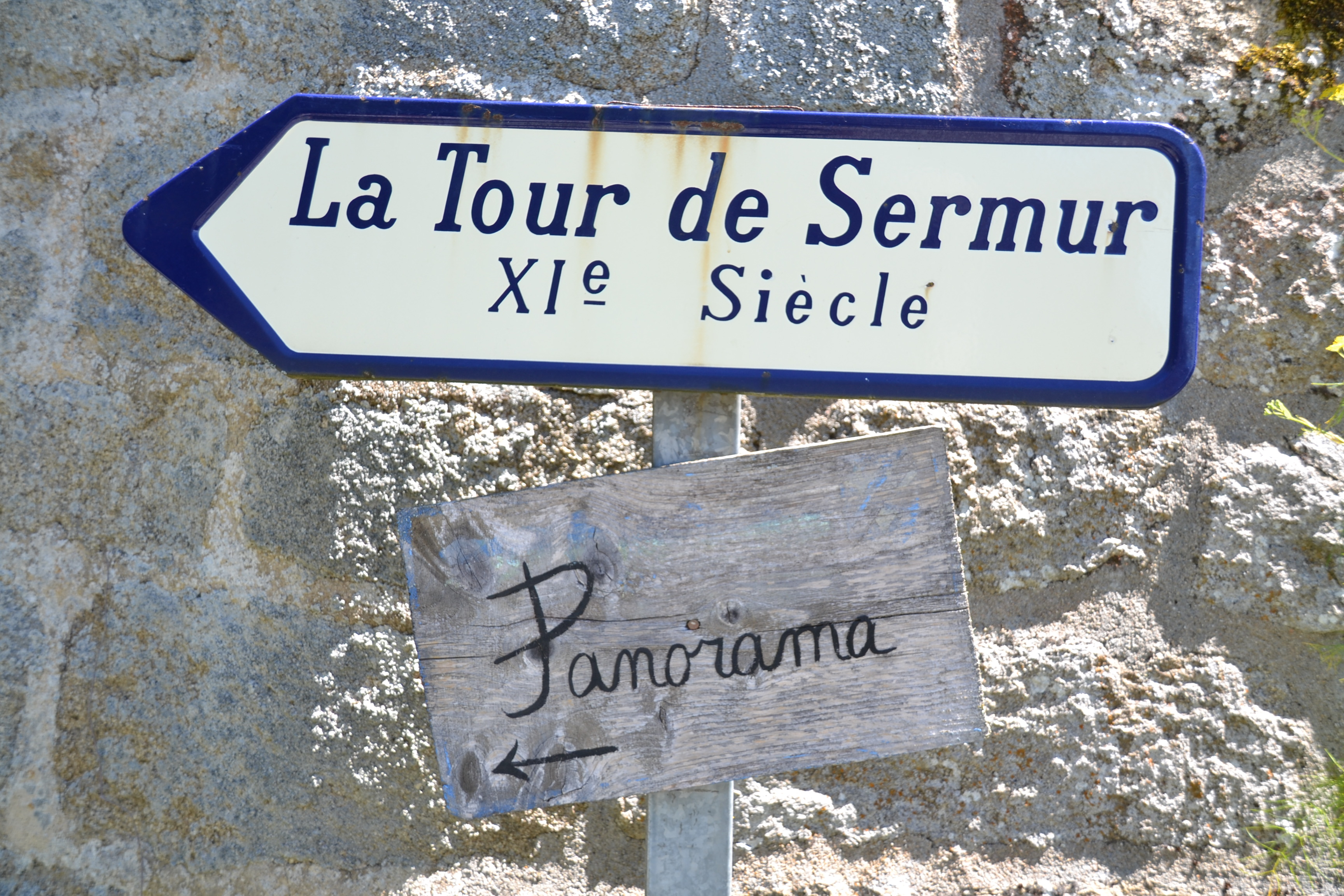
Panneau indiquant la tour de Sermur.
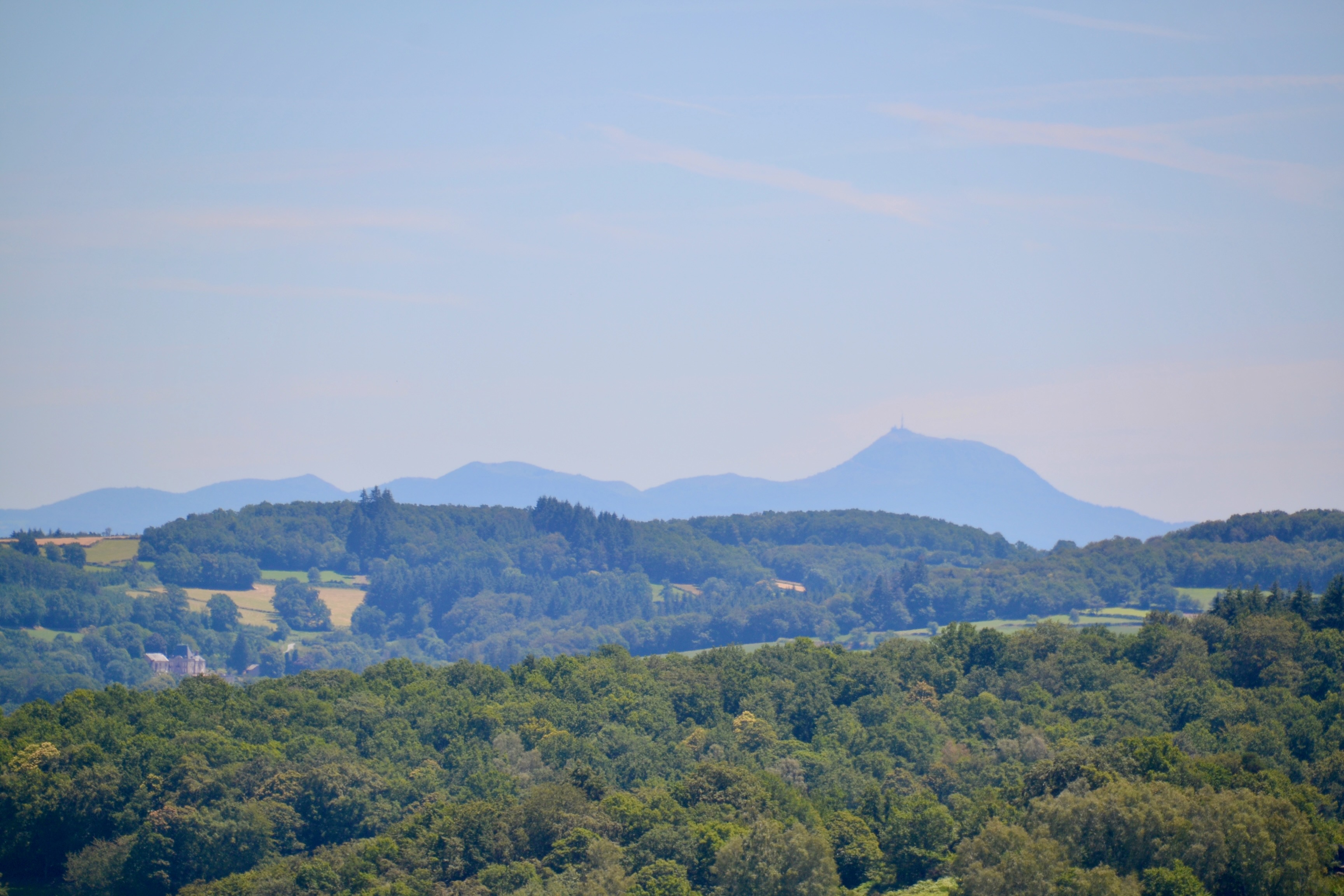
Vue sur le puy de Dôme depuis Sermur.
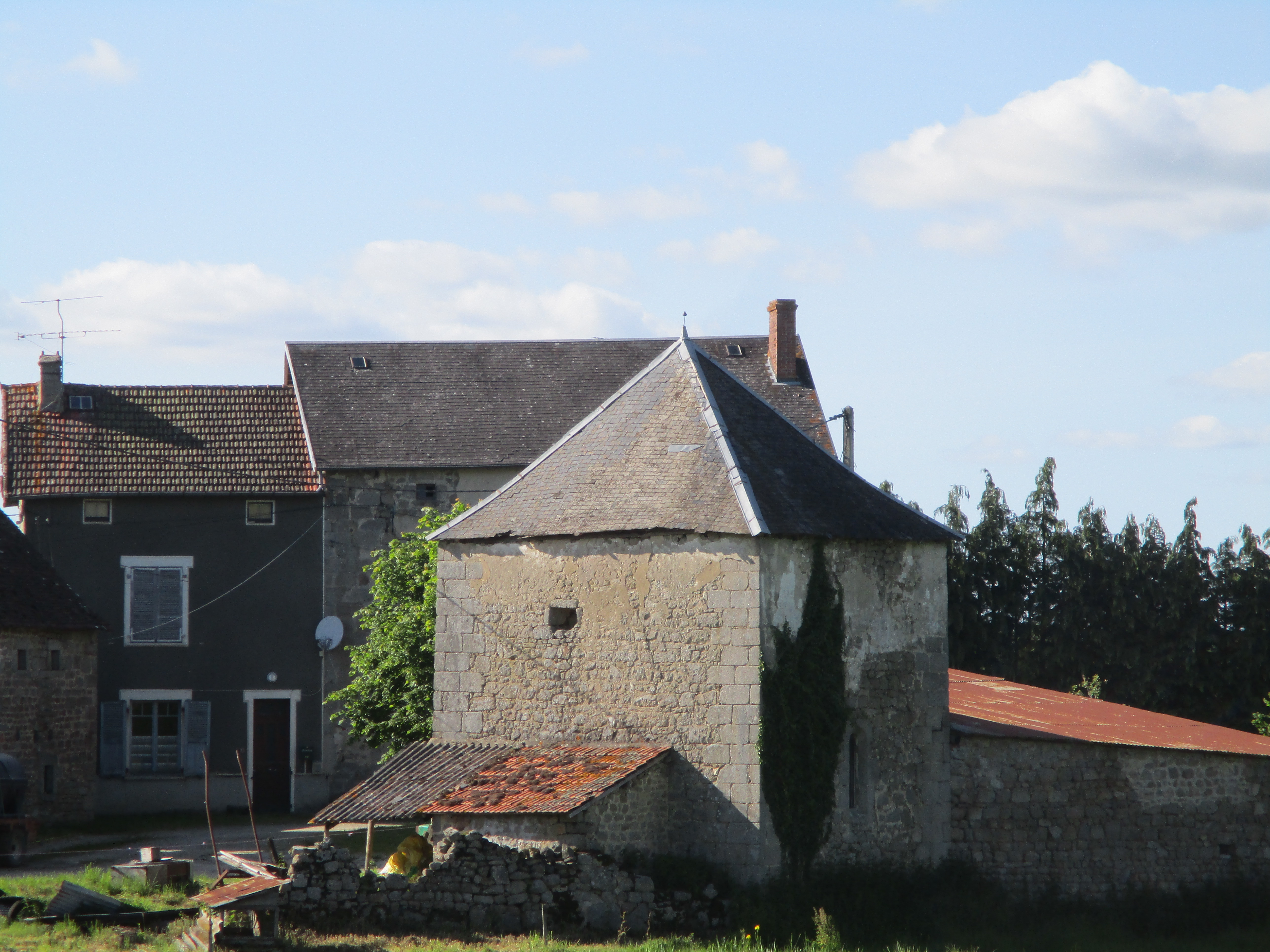
Le pigeonnier-chapelle.

## Dates et événements
- 30-31 juillet 2011 : première fête médiévale incluant des mouvements d'infanterie, des combats, un marché, une messe, des adoubements et un campement.
- 9 mai 2015 : la fête médiévale organisée durant l'été, proposant des instants de vie quotidienne autour du XIIIe siècle, installé en camp nomade à l'Est de l'église paroissiale, les comédiens gardant leur rôle pour la durée de l'événement, reproduisant des adoubements de chevaliers, des exécutions publiques de voleurs, des ateliers l'artisanat, des dégustations culinaires issues du Moyen Âge, et des jeux de camp adaptés aux visiteurs mineurs.
- 11 août 2018 : concert de jazz par Francis Fowke dans l'église communale.
- 7 juillet 2019 : vide-grenier et jeux de plein air.
- 17 août 2019 : exposition d'arts et artisanats des Combrailles.

## Galerie d'images

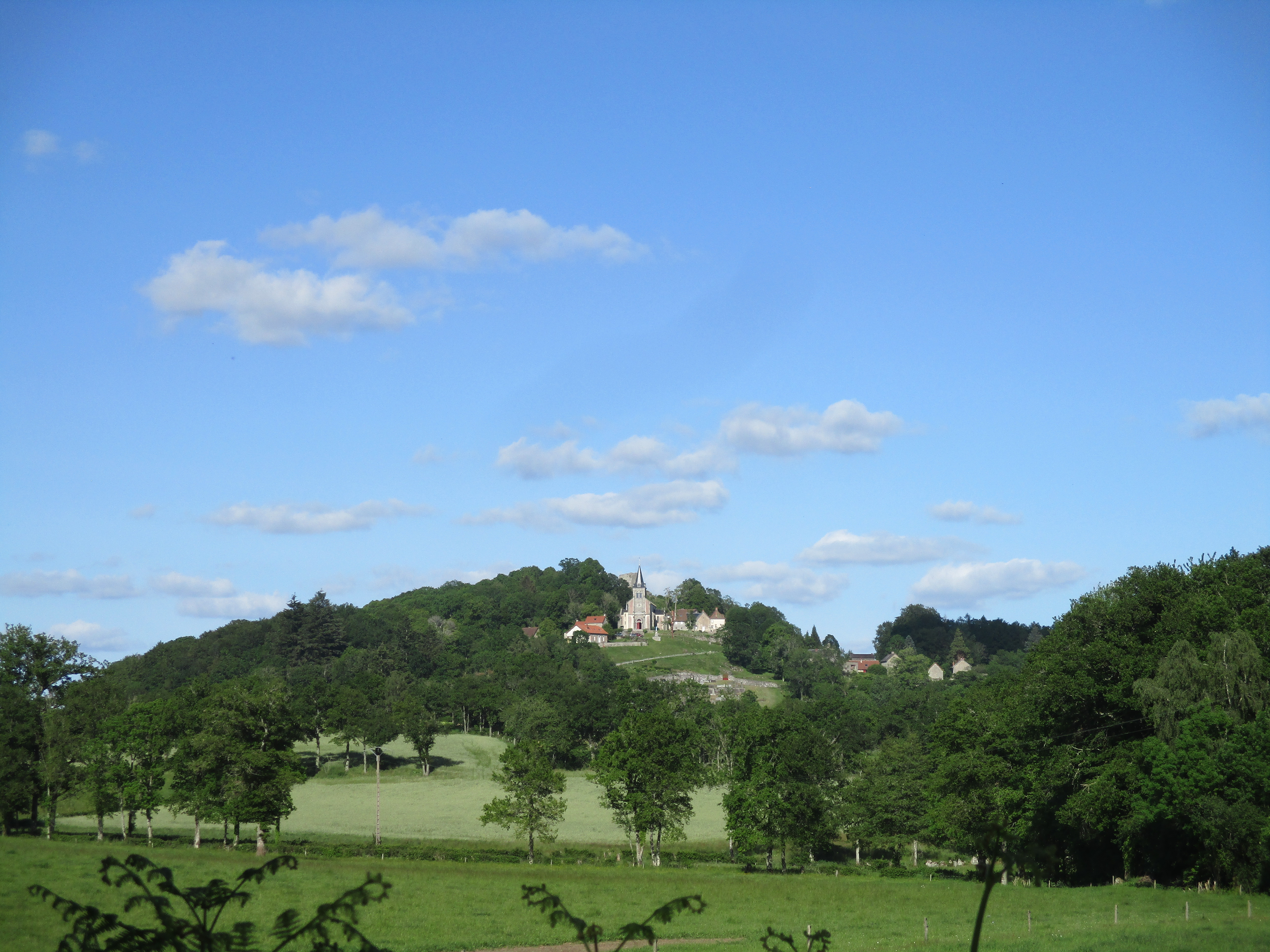
Le village
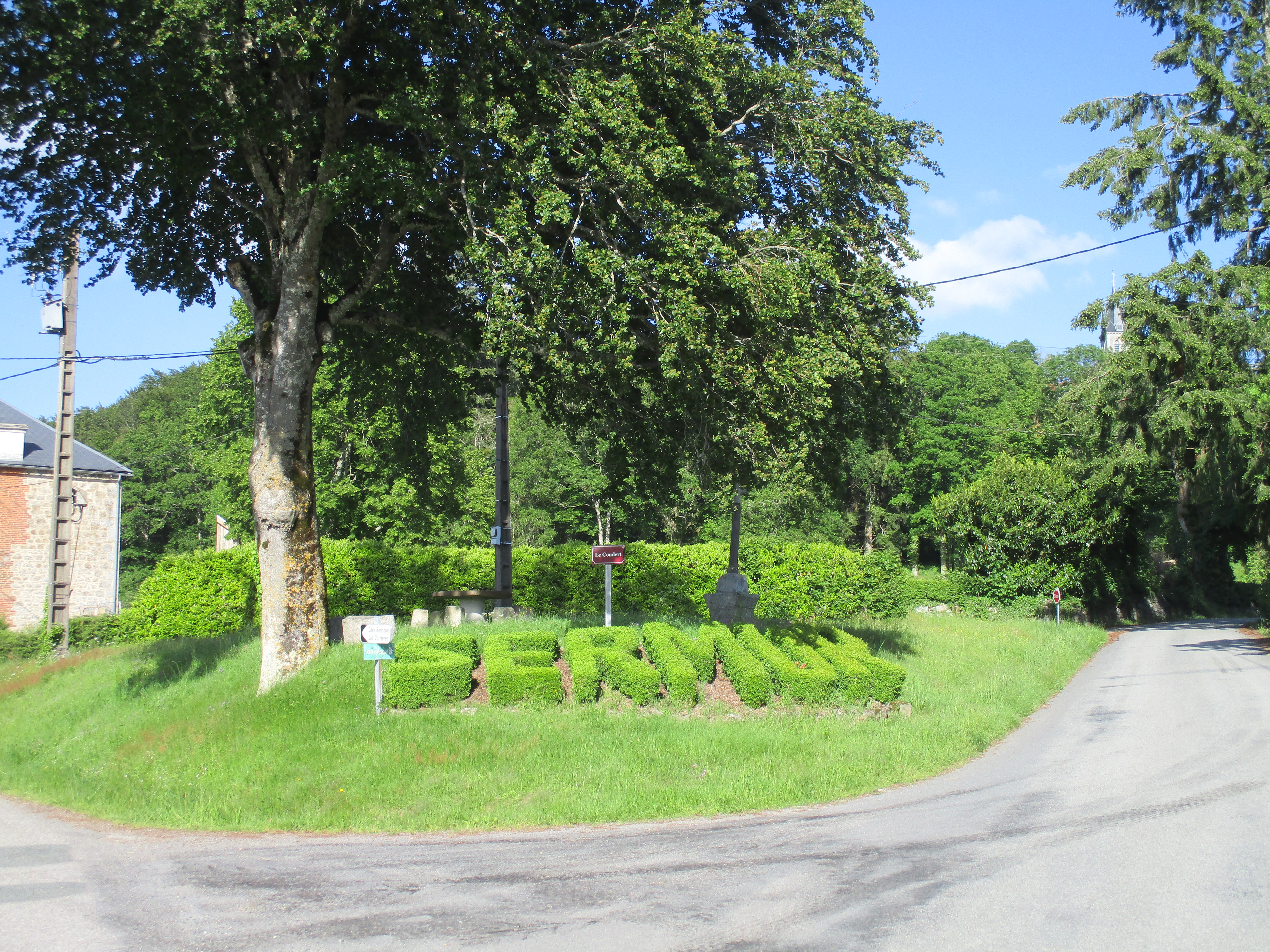
Entrée du village par l'ouest
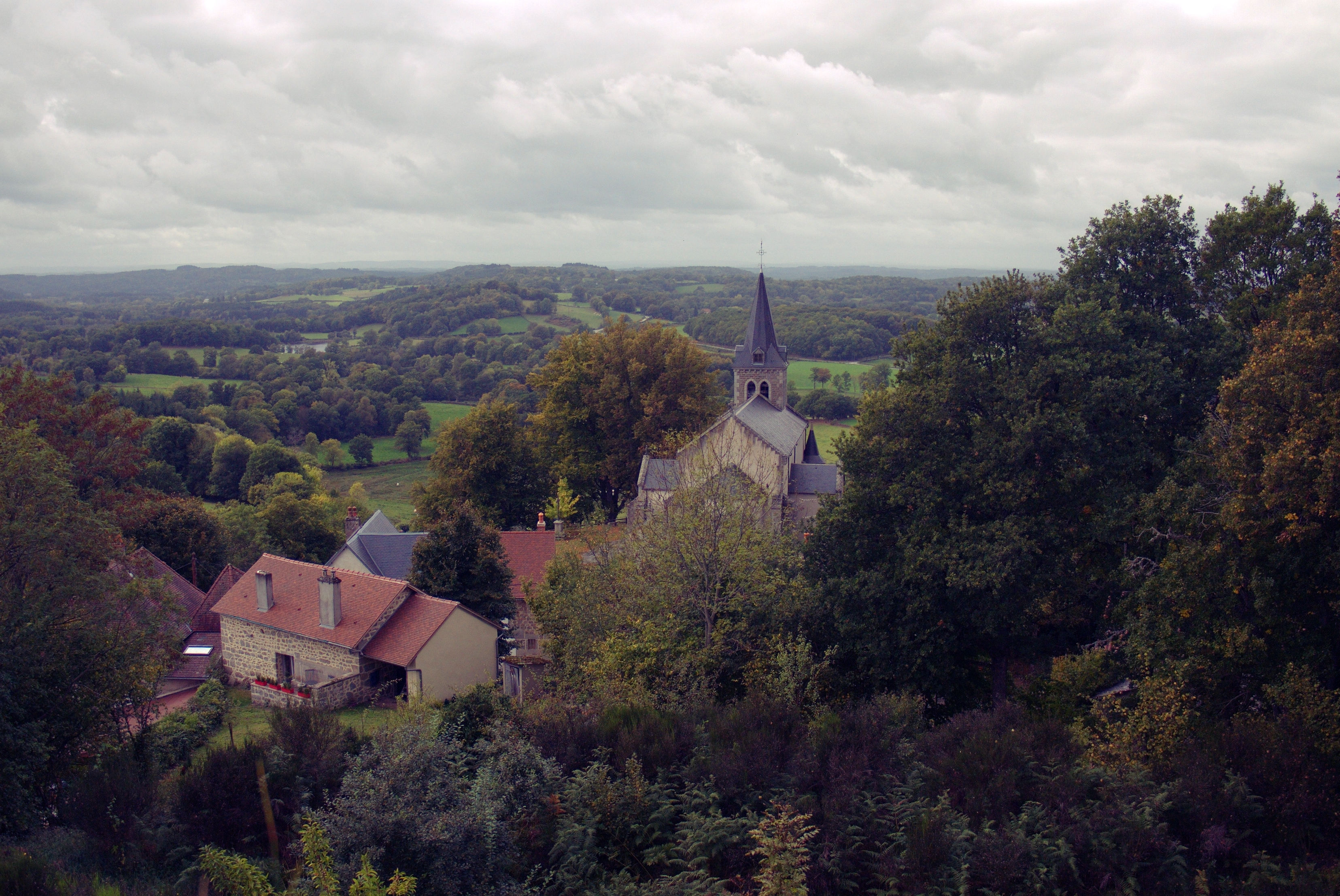
Vue vers l'ouest sur le chevet de l'église, depuis la tour
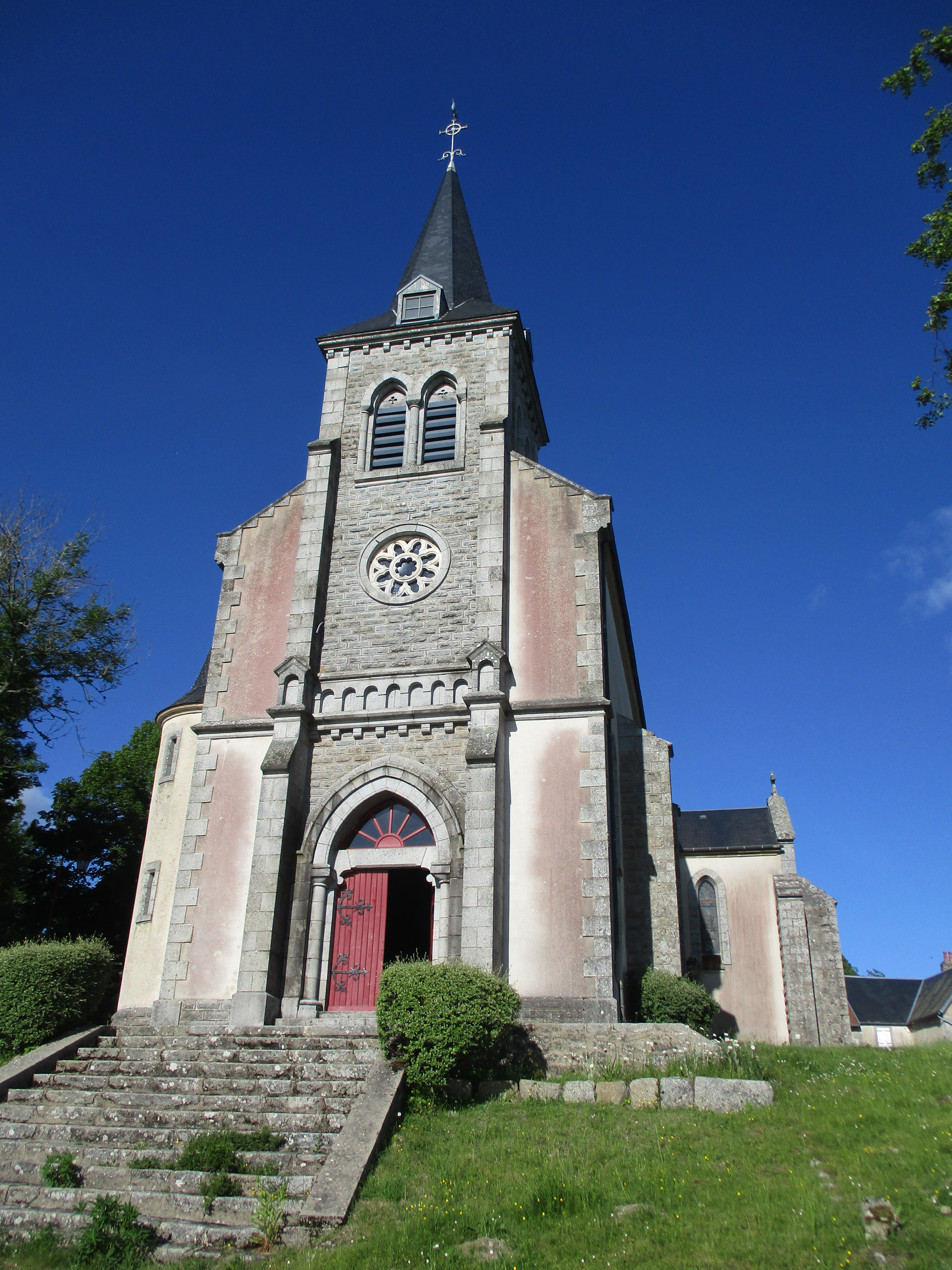
Vue sur le porche de l'église
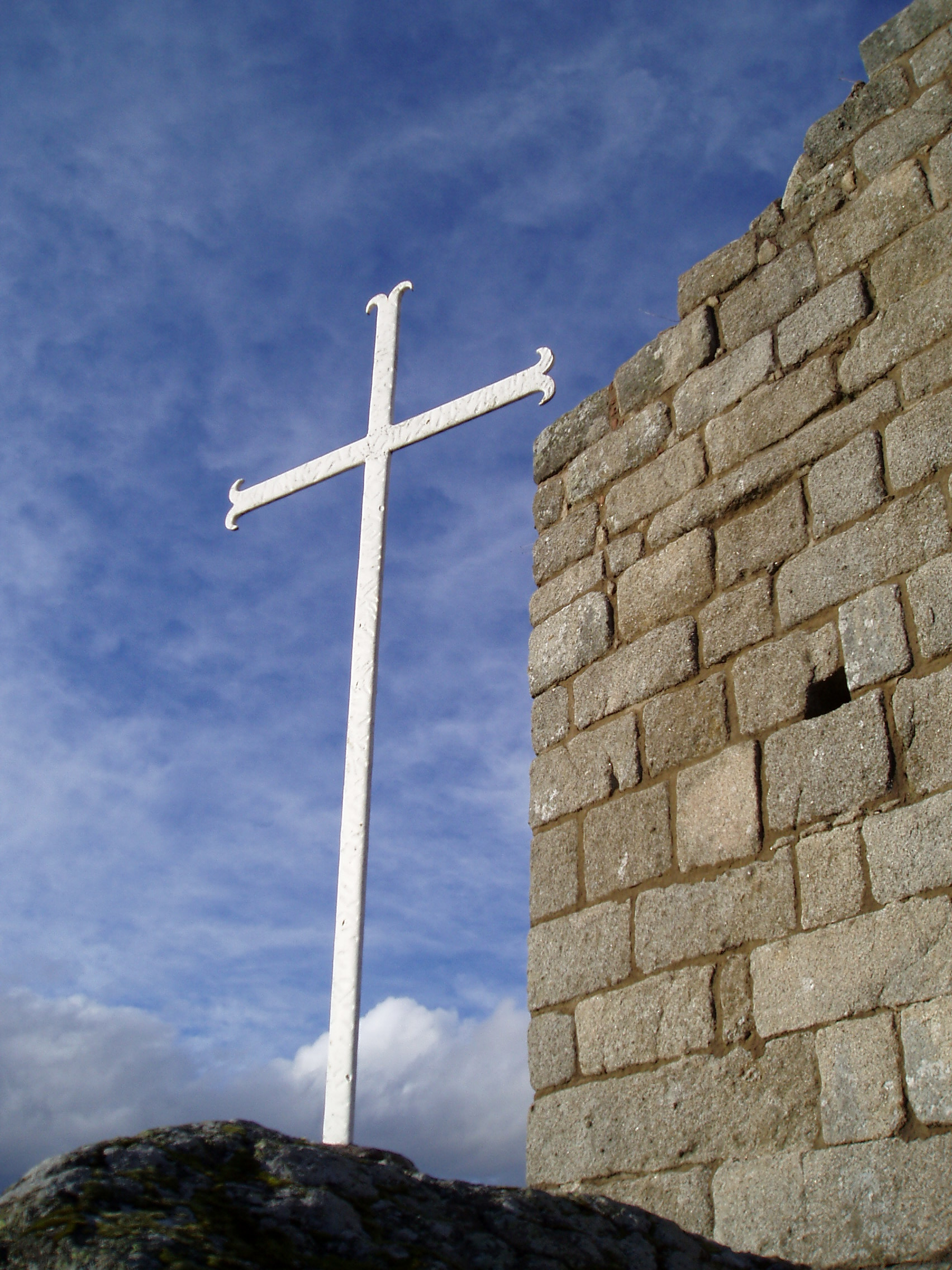
Croix au pied de la tour, flanc sud
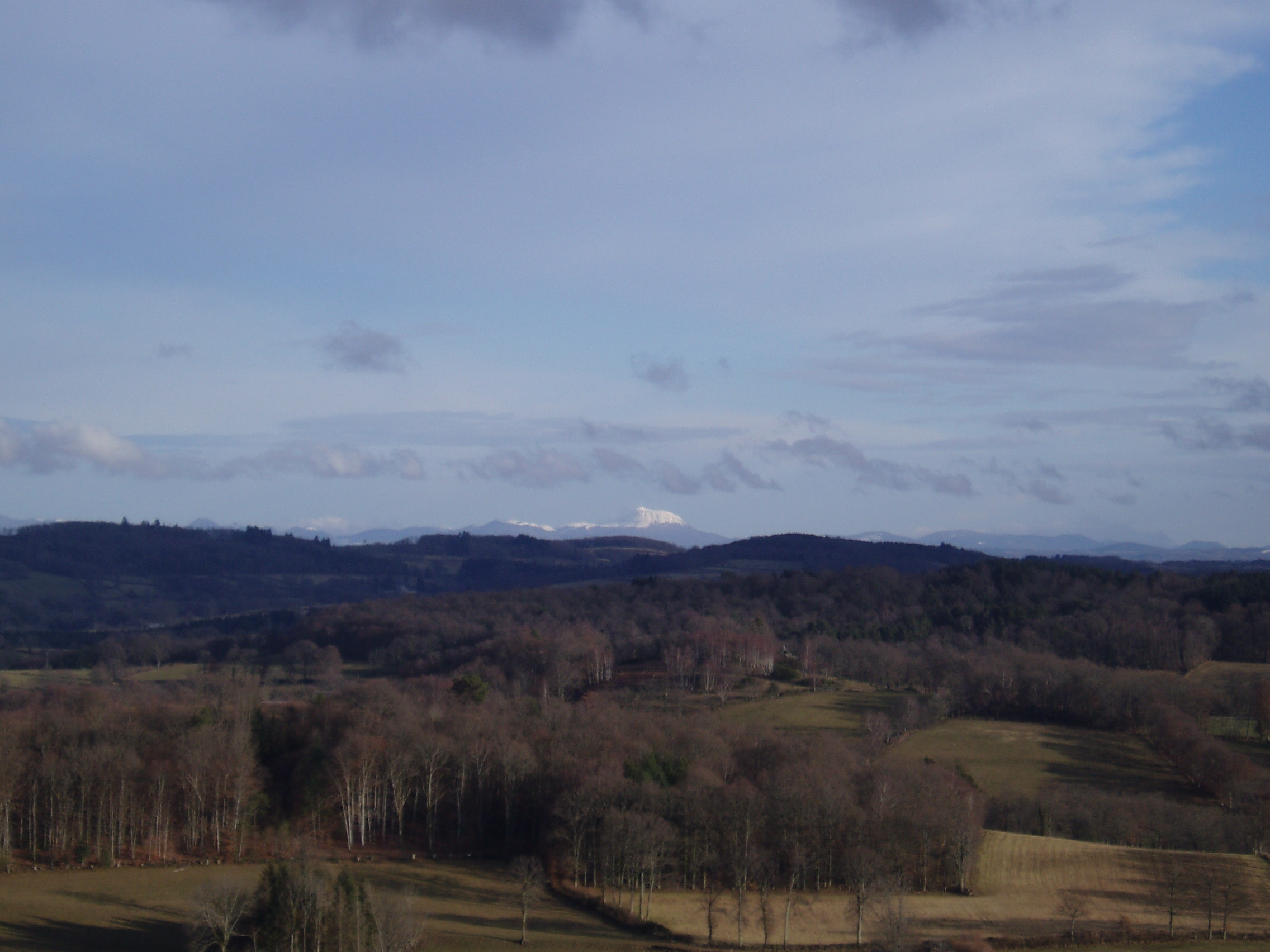
Vue vers l'est sur les monts d'Auvergne depuis la tour
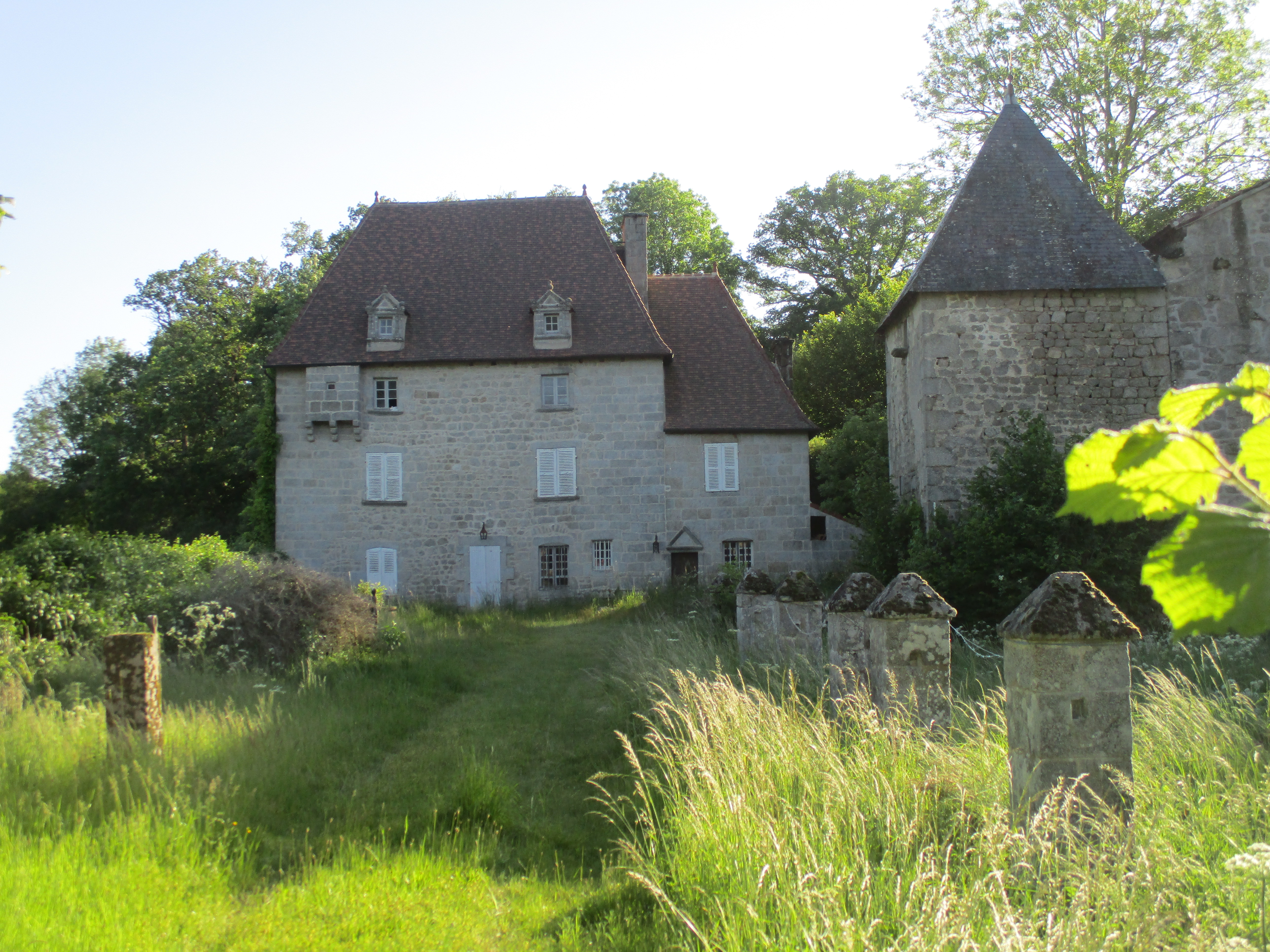
Château de la Combe

## Personnalités liées à la commune
- César-François Cassini  : vers 1740, cet astronome et cartographe français se servit de la tour de Sermur comme observatoire astronomique.
- Jean-Baptiste Joseph Delambre  : en 1797, cet astronome et mathématicien français utilisa la tour de Sermur comme repère pour mesurer l'arc méridien Dunkerque-Barcelone, à la base de l'établissement du système métrique[24].